# Bastia (Albenga)
Bastia è una frazione di 693 abitanti del comune di Albenga, in provincia di Savona. Ubicata a 25 m s.l.m. dista circa 5 km dal centro ingauno. È situata dove le acque del torrente Arroscia si uniscono a quelle del Neva originando il fiume Centa.

## Storia

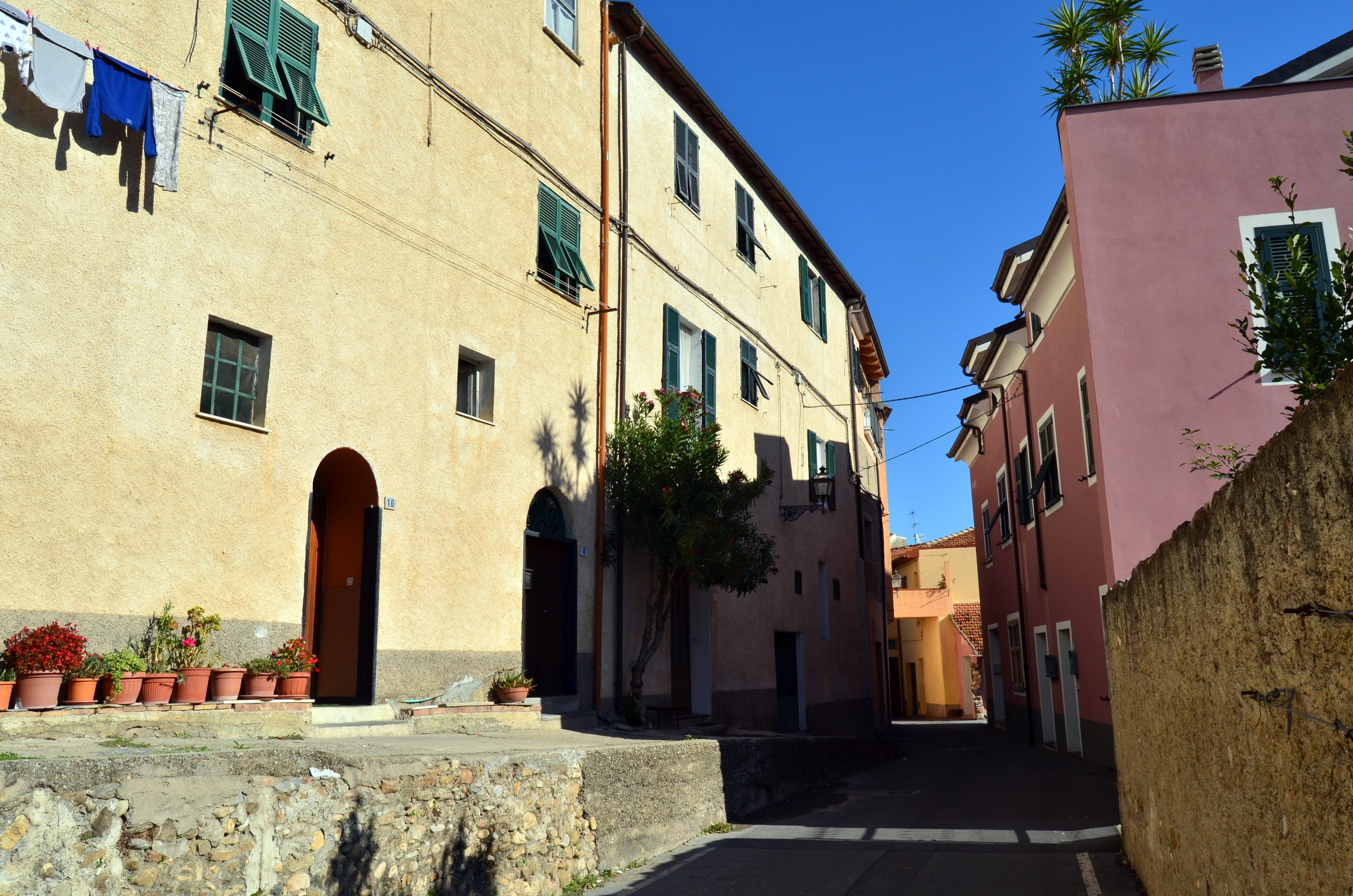
Scorcio del borgo

La zona di Bastia era già abitata in epoca romana, tant'è che il primo nome conosciuto negli Statuti di Albenga del 1288 è Valliranum, diventato poi Velirano, che rappresentano la desinenza dei fondi coltivati già in epoca romana, come Lusignano, Antognano, Aregliano. Tuttavia non sono state rinvenuti reperti di epoca romana. Come altri borghi della piana, il primo insediamento sorge su un'altura, leggermente sollevata dalla piana per proteggersi dalle acque del Centa e per motivi difensivi. Negli statuti del 1288 è presente un riferimento ai lavori da realizzarsi sul Neva che devono fare gli uomini di Leca e Valiranum, con la costruzione di ponti, molini, argini, ecc. Intorno a quest'epoca il comune si espande e necessità di fondare Ville Nove a difesa dei confini territoriali, delle principali vie di accesso alle valli circostanti, delle principali vie di accesso alle valli circostanti e degli abitanti stessi, che vivendo in case sparse non erano difendibili da eventuali attacchi; questi motivi hanno indirizzato la politica espansionistica del comune in tal senso. Sorgono in questo periodo centri come Villanova d'Albenga, Pogli (Ortovero), Cisano sul Neva, Borghetto Santo Spirito e altre ancora di cui resteranno poche tracce. È in quest'ottica Albenga decide di fondare in questa zona una nuova villa, Mazarasca che non vedrà mai la luce, ma invece viene rinforzata quella che era la parte abitata, la Bastita o una fortificazione, da identificarsi con il borgo antico ancora presente, e che viene ampliato ancora nel XIV secolo. Nel 1290 l'abate del popolo di Genova stabiliva che il comune di Albenga non potesse più costruire fortificazioni a Coasco, Valiranum, Massaro, ed Arveglio, pertanto è da presumere che il Comune avesse ovviato a tale regole andando a fortificare quello che era già presente.
In seguito all'incremento demografico le case di Valliranum - antico nome di Bastia - non bastarono più e fu così che il paese si sviluppò tutt'attorno alla collinetta chiamata U Burgu (il Borgo), sulla cui sommità è tuttora visitabile l'antica cappella di San Bernardo (capella de San Benardu).
Nella frazione è presente il Palazzo della Famiglia Anfossi, per molto tempo considerato la bastida fondata dal comune il 31 luglio 1295, ma più probabilmente un luogo d'otium della nobile famiglia ingauna. La zona viene comunemente della paraxio. Per la tradizione orale la Bastida sarebbe il borgo stesso e le mura delle case prospicienti via alla Chiesa altro non sarebbero se non le mura di cinta del fortilizio, a ridosso delle quali nei secoli si sono appoggiate le nuove abitazioni. Si narra della presenza di un sottopassaggio di collegamento tra le case situate sul lato destro della salita del borgo e che giungeva sino alla cappella di San Bernardo e all'ospizio dove venivano accolti e rifocillati i viandanti. Alla sera poi si chiudevano le grandi porte e il borgo era al sicuro. Percorrendo il sottopassaggio in discesa si arrivava alle prime case del borgo e al convento dove risiedevano i frati.
Alla fine del XVI secolo il borgo vive un periodo di splendore, tanto che le vecchie mura non sono sufficiente a contenere la crescita, viene ampliato il centro abitato, vengono fondate nuove chiese.
Nel 1608 Stefano Pizzo fonda un nuovo oratorio, che nel 1627 fu chiamato Nostra Signora del Carmine, e il 27 aprile 1641 la Cappella diventa aperta al culto religioso. I due luoghi vennero lasciati in eredità ai figli maschi con il patto che vengano celebrate diverse messe durante l'anno: Vergine Maria, San Bartolomeo e Santa Lucia, ed una particolare dedicata a tutti i defunti della famiglia.
Viene fondata nella chiesa di Santo Stefano in Massaro il 26 novembre 1612 con atto pubblico rogato dal notaio Giann-Angelo Paccino il 26 novembre 1612, successivamente l'atto viene confermato con bolla da Roma il 6 agosto 1614 e trasferita definitivamente nella nuova chiesa parrocchiale della Santissimi Annunziata con decreto del Vescovo Pier Francesco Costa il 4 marzo 1641. La confraternita dona alla parrocchia l'altare della Madonna del Santissimo Rosario, che si trova in capo alla navata sinistra.
In Garessio il primo maggio del 1671 si trovano i due sindaci di Bastia, Gio Francesco Henrico e Gio Giacomo Ricci che sottoscrivono un accordo con lo scultore Nicolao Rossella di Giovanni Battista al fine di realizzare una nuova cassa processionale per la statua della Madonna del Rosario. Lo scultore si impegna a realizzare:una Cascia ove si deve portare la divina imagine del rossario processionalmente in doratta Conforme al Divino (illegibile) et da detti deputati con quattro angeli cio è uno per colona per ogni facicola et piu altri quattro angioli picoli con nente in mano in cima di detta cassia, tutto come dal disegno fornito dallo scultore al prezzo di ventuno doppie, mezze di
Spagna e mezze italiane (il disegno è andato perduto).
La storia è ben documentata nel fondo archivistico della Parrocchia della Santissima Annunziata, conservato nel 1985 nell'Archivio Diocesano di Albenga, che consta di 167 unità archivistice, con registri di battesimi, cresimi, matrimoni e funerali dal 1612 al 1966. Sono altresì presenti i conti della parrocchia, con le spese per l'amministrazione e la fabricieria dal 1518 al 1962. Sono altresì presenti i registri della Compagnia del Suffragio, della Confraternita del Santissimo Rosario, della Confraternita di S. Croce dal 1580 al 1933. Oltre a questi anche i registri di adempimento dei legati e di volontà testamentarie; fascicoli di leggi e decreti inerenti alla Parrocchia, tra cui il decreto di trasferimento della Compagnia del Santissimo Rosario dalla Chiesa di Santo Stefano di Massaro nella nuova della Santissima Annunziata nel 1612. Oppure le visite pastorali, come quella del 1621 di Mons. Vincenzo Landinelli a quella del 1835 di Mons. Vincenzo-Tommaso Piratoni. Da studiare poiché si capisce anche l'andamento della costruzione di diversi edifici. I capitoli manoscritti della Confraternita di Sancta Croce sono conservati presso l'archivio di Stato di Genova.
Nel 1854 il colera colpisce molto duramente la frazione di Bastia.
Nel secondo conflitto bellico, la lotta di liberazione si fa dura per la frazione, dove si uniscono le valli nelle acque nel Centa. Il primo giugno del 1944 nella frazione le squadre nazifasciste uccisero a sevizie e colpi di mitra tre residenti, in località Rocca du Gattu, Gerlando Mandracchia, Giovanni Gallo e Augusto Massabò, nato ad Albenga il 11 Ottobre 1929, quattordicenne all'epoca. 
Gallo e Mandracchia, originari di agrigento, ex soldati sbandati, erano ospitati da Arturo Basso, abitante in via Piemonte nella vicina Leca. I due militari riparavano scarpe e aiutavano nei lavori agricoli. Nella casa del giovane Augusto trovarono riparo due militari nazisti, che presto fecero amicizia con i due agrigentini. Tra questi nacque la convinzione comune che sarebbe stato meglio rifugiarsi in montagna per scappare dalla guerra. Il giovane Augusto si prodigò per aiutarli avendo più contatti e la sera del 29 maggio del 1944 ci sarebbe stato l'incontro con i partigiani per potersi ritirare in montagna. Quella notte Agostino Enrico (Lancia) e G. Battista Ferro (Bacicin di Gumbi) si avvicinavo a regione Liguna, dietro casa di Massabò, il posto scelto per l'appuntamento. Ma una serie di voci e urla fecero fermare e nascondere i due combattenti che assistettero alla scena. In realtà i tedeschi finsero solo di voler disertare, e assieme a delle camice nere e ad altri militari stavo malmenando il giovane Augusto assieme a Gallo e Mandracchia. Questi vennero presi e portati nella cisterna d'acqua, che era asciutta, di proprietà Anfossi, dove la popolazione cercò di aiutarli con acqua e viveri. Tuttavia il primo di giugno vennero condotti verso Ortovero dove in località Rocca del Gatto vennero malmenati e fucilati a sangue freddo. Testimoni raccontano che il giovane urlava la sua innocenza chiedendo pietà agli assassini vista anche la sua giovane età, ma questo fu inutile. I tre corpi vennero caricati su un carro e portati al vicino cimitero di Leca.

## Monumenti e luoghi d'interesse

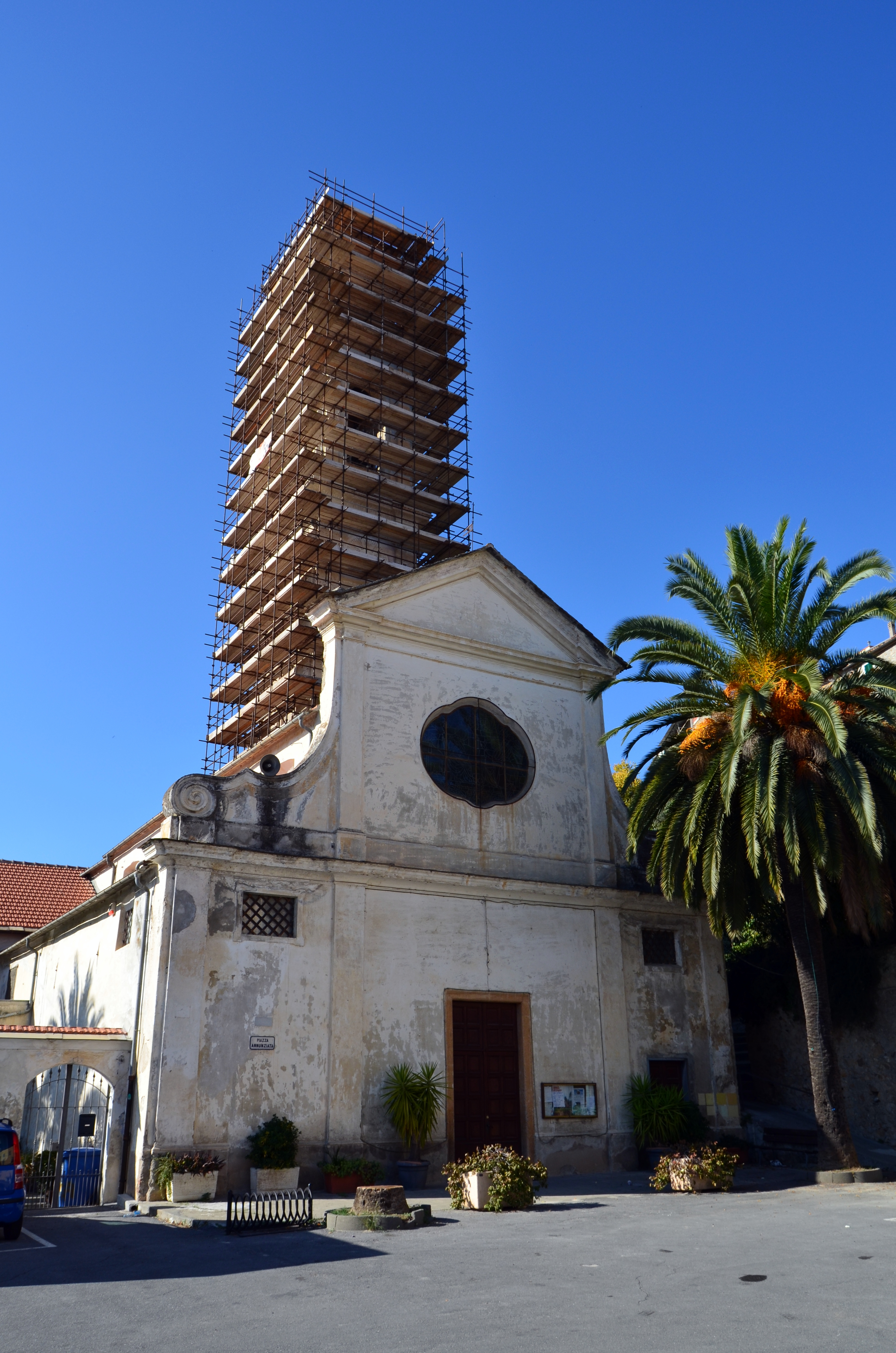
La chiesa parrocchiale della Santissima Annunziata

### Architetture religiose
- Chiesa parrocchiale della Santissima Annunziata. Situata ai margini della frazione, la posa della prima pietra fu posta il 23 maggio del 1623.
- Oratorio della Santa Croce, situato nei pressi della parrocchiale e sede della Confraternita di Santa Croce, nata verso la fine del XV secolo ed è tuttora esistente e molto attiva.
- Chiesa di Santo Stefano di Massaro (San Steva de Massaru nel dialetto locale), ultima testimonianza di un insediamento precedente la bastida. Sono conservati affreschi del XV e XVI secolo, contemporanei a quelli presenti nella chiesa di San Giorgio di Campochiesa. Una curiosità riguarda la chiesa: il corpo centrale in origine non era una chiesa, ma una sala capitolare cui solo in un secondo tempo venne aggiunta l'abside ed il campanile.
- La Cappella della Madonna del Carmine detta "dei Pizzi" fondata da Stefano Pizzo nel 1641.
- Cappella di San Bernardo, antica cappella sita nella parte più antica del centro abitato. Detto "U Burgu" (Il Borgo).

### Architetture militari
- Palazzo Anfossi, conosciuto anche come Castello di Bastia. Risale al 31 luglio 1295, in una pergamena conservata nell'archivio storico del comune ingauno, la decisione di fondare una "Bastida" cioè un fortilizio su cui verrà in seguito costruito il castello, detto localmente paraxio, proprietà privata della famiglia Anfossi. Esiste poi un'altra storia non scritta, e forse mai verificata, frutto della tradizione orale della popolazione locale secondo cui la Bastida sarebbe il borgo stesso e le mura delle case prospicienti via alla Chiesa altro non sarebbero se non le mura di cinta del fortilizio, a ridosso delle quali nei secoli si sono appoggiate le nuove abitazioni. Gli anziani del paese raccontavano di un sottopassaggio che collegava le case situate sul lato destro della salita del borgo e che giungeva sino alla cappella di San Bernardo e allo ospizio dove venivano accolti e rifocillati i viandanti. Alla sera poi si chiudevano le grandi porte e il borgo era al sicuro. Percorrendo il sottopassaggio in discesa si arrivava alle prime case del borgo e da qui erano i frati stessi del convento che avvistavano le navi nemiche al tempo delle incursioni saracene in Liguria.

## Società

### Istituzioni, enti e associazioni
- Confraternita di "Santa Croce";
- ASD Laghi Gallinara;
- Associazione "Bastia sotto il campanile"[9]
- Associazione Bastiamoci[10];

## Cultura

### Eventi
- Festa della Santissima Annunziata, il 25 marzo.
- Festa della Madonna del Carmine, il 16 luglio.
- Festa di san Bernardo di Chiaravalle, il 20 agosto.
- Festa della Madonna Addolorata, il 15 settembre.
- "Sagra du burgu" (Sagra del borgo), nell'ultimo fine settimana d'agosto in occasione della festività di san Bernardo, con degustazioni enogastronomiche dei prodotti della frazione e del territorio ingauno.